# Irlands geografi
Irlands geografi beskriver øen Irland, som ligger ved Atlanterhavet nordvest i Europa. Erosion fra havet har formet den oprevne vestlige kystlinje, som har mange øer, halvøer og bugter. Det vigtigste geografiske kendetegn ved Irland er den lavtliggende centrale slette omgivet af en ring af bjerge langs kysten. Det højeste bjerg er Carrauntuohill (irsk: Corrán Tuathail), som er 1.038 meter over havet. Der er flere større indsøer langs Irlands floder, med Lough Neagh som den største. Den længste flod i Irland er Shannon som er 340 km lang, fra udspringet i Cavan til udløbet i Atlanterhavet syd for Limerick.
Øen Irland er politisk delt mellem den selvstændige Republik Irland og Nordirland, (som er del af Det forenede kongerige Storbritannien og Nordirland) i nordøst. Øen har et totalt areal på 84.079 km², hvoraf 83 % (70.280 km²) tilhører republikken. Øen har kyst mod Atlanterhavet i nord og vest og syd. Mellem Irland og øen Storbritannien i øst, ligger det Irske Hav.